# Radětice u Bechyně
Radětice (deutsch Radietitz) ist eine Gemeinde in Tschechien. Sie liegt drei Kilometer nordwestlich von Bechyně in Südböhmen und gehört zum Okres Tábor.

## Geographie
Radětice befindet sich rechtsseitig über dem Tal der Smutná im Bechiner Hügelland (Bechyňská pahorkatina). Gegen Westen erstreckt sich der Naturpark Plziny. Nordwestlich erhebt sich die Jahodinská (489 m).
Nachbarorte sind Zběšice und Rataje im Norden, U Viktorů, Haškovcova Lhota und Větrov im Nordosten, Na Prádle, Senožaty und Hutě im Osten, Lišky, Poušť und Bechyně im Südosten, Cihelna, Plechamr, Hvožďany und U Kutišů im Süden, U Bártů, Šternberk, Hajnice, Hemera, Koudelka, Chrášťany und Dražíč im Südwesten, Dražíčské Březí, Smolečské Březí, Drtina, Soví, Na Pohodnici und Nepomuk im Westen sowie Rakov, Svatkovice und Borovany im Nordwesten.

## Geschichte
Mehrere Hügelgrabstätten belegen eine frühzeitliche Besiedlung der Gegend; im Wald Soví wurden Reste einer 3000 Jahre alten Siedlung mit Wällen sowie ca. 50 Grabhügel und im Wald Poušť weitere 14 aufgefunden.
Die erste schriftliche Erwähnung von Radětice erfolgte in einem Vergleich am 17. Juni 1291. Im Zuge eines Gütertausches zwischen König Johann von Luxemburg und Peter I. von Rosenberg erhielt die böhmische Krone am 10. Oktober 1323 zur Abrundung der Herrschaft Bechin die Dörfer Radětice, Hvožďany und Křída; im Gegenzug trat er Bukowsko mit den Dörfern Neplachov und Drahotěšice an Peter von Rosenberg ab. Im Jahre 1528 erwarb Christoph von Schwanberg die Dörfer Hodonice, Smoleč, Černýšovice, Černice, Hodětín, Sudoměřice, Radětice, Bežerovice, Oltýň, Vyhnanice, Senožaty und Hvožďany. Nachdem er 1530 auch Besitzer der Herrschaft Bechin geworben war, schloss er die Dörfer wieder an diese an. Heinrich von Schwanberg verkaufte 1569 die Herrschaft Bechin sowie die Dörfer Hodušín, Dražíce, Sepekov, Olší, Podhoří, Nuzice, Držkrajov, Lhota Haškovcova, Blatec, Čečkov und das wüste Dorf Benešovce für 23.750 Schock böhmische Groschen an Peter Wok von Rosenberg. Dieser veräußerte die Herrschaft 1596 an die Herren von Sternberg, von denen sie 1715 durch Heirat an die Grafen von Paar gelangte. Im Jahre 1840 bestand Radietitz/Radětice aus 68 Häusern mit 508 Einwohnern. Im Dorf bestand eine Privatschule in einem gemeindlichen Schulhaus. Abseitig lagen das Hegerhaus Sowy (Soví), die Ziegelhütte und der Kalkofen Smutna sowie das Jägerhaus Einsiedelei (Poušť) mit einer aufgehobenen Wallfahrtskapelle. Pfarr- und Schulort war Bechin. Bis zur Mitte des 19. Jahrhunderts blieb Radětice immer nach Bechin untertänig.
Nach der Aufhebung der Patrimonialherrschaften bildete Radětice ab 1850 eine Gemeinde in der Bezirkshauptmannschaft Milevsko/Mühlhausen und dem Gerichtsbezirk Bechyně/Bechin. Nach der Auflösung des Okres Milevsko wurde die Gemeinde zum 21. Februar 1949 Teil des Okres Týn nad Vltavou. Nach der Aufhebung des Okres Týn nad Vltavou wurde Radětice Ende 1960 dem Okres Tábor zugeordnet. Seit 2003 führt Radětice ein Wappen und Banner.

## Gemeindegliederung
Für die Gemeinde Radětice sind keine Ortsteile ausgewiesen. Zu Radětice gehören die Ansiedlung Cihelna sowie die Einschichten Na Prádle, Poušť und Soví.

## Sehenswürdigkeiten
- Nischenkapelle der Jungfrau Maria, erbaut 1857
- Glockenturmkapelle auf dem Dorfplatz, errichtet 1921
- Kirche Johannes des Täufers auf einem Felshügel in Poušť, erbaut 1676 zusammen mit einer hölzernen Einsiedelei unter Johann Norbert von Sternberg. Zwischen 1678 und 1793 lebten in Poušť Einsiedler. Die letzte Messe in der Kirche wurde 1830 abgehalten. 1864 wurde sie ausgeraubt. Anschließend verfiel sie und diente Wanderdieben als Unterschlupf. 1930 kaufte die Evangelisch-methodistische Kirche das Gebäude und sanierte es, denn bis 1950 betrieb die Kirche in Eisenbahnwaggons ein Erholungslager für Waisenkinder. 1968 wurde das Lager wieder aufgenommen und um die Kirche mehrere Hütten errichtet. Seit 1980 dient die Kirche von Poušť als Schulungsstätte für christliche Erziehung und als kirchliches Erholungsort der Methodisten.
- Hegerhaus Poušť, es entstand um 1750 als herrschaftliches Jägerhaus und wurde 1850 zum Hegerhaus umgebaut. Bis 1955 war es von Hegern bewohnt, seitdem wird es für Feierlichkeiten genutzt.
- Ehemalige Wassermühle Na Prádle an der Smutná, der im 19. Jahrhundert errichtete Bau dient heute Erholungszwecken.
- Hölzerner Aussichtsturm am Waldrand westlich des Ortes, der im Jahre 2004 errichtete 13,2 m hohe Bau mit drei Aussichtsplattformen in 5,4, 7,8 und 10,8 m Höhe bietet in östliche Richtungen Sicht auf Bechyně und über die Täler von Smutná und Lainsitz.
- Hügelgrabstätten in den Wäldern Poušť und Soví
- Findlingsgruppe Zkamenělé stádo (Versteinerte Herde) im Wald Poušť, die aus schwedischem Granit und Basalt bestehenden Steine sind Ablagerungen eines Gletschers.
- Gedenkstein für die Gefallenen beider Weltkriege, errichtet 1931, 1946 wurde er ergänzt.